# Hans Schreiner (Maler)
Hans Schreiner (* 18. März 1930 in Bad Friedrichshall-Jagstfeld; † 27. Februar 2023) war ein deutscher Maler.

## Leben
Von 1950 bis 1957 studierte Hans Schreiner an der Stuttgarter Kunstakademie, an der er Kontakte zur Stuttgarter Schule hatte. 1954 mietete er zusammen mit Günther C. Kirchberger, Georg Karl Pfahler, und Friedrich Sieber eine Werkstatt in der Olgastraße 70a. Die Künstler zogen 1955 in die Dillmannstraße 11, woraus später die Gruppe 11 entstand.
Ab 1957 lebte Schreiner als freischaffender Maler in Stuttgart. Er selbst bezeichnete sich als abstrakter Landschaftsmaler. Ein weiterer Schwerpunkt seiner Arbeit war Kunst am Bau im weltlichen und kirchlichen Bereich.
Als ordentliches Mitglied des Deutschen Künstlerbundes (DKB) nahm Schreiner zwischen 1963 und 1990 insgesamt 16 mal an den großen DKB-Jahresausstellungen teil.
Hans Schreiner starb am 27. Februar 2023 wenige Wochen vor Vollendung seines 93. Lebensjahres.

## Werke (Auswahl)
- In der Katholischen Auferstehungskirche in Bad Friedrichshall-Jagstfeld: Glasfenster (1957)
- In der Evangelischen Haigstkirche (Stuttgart-Degerloch): Kirchenfenster (1987)
- In der Katholischen Domkirche St. Eberhard in Stuttgart: Kirchenfenster und ein Meditationsbild
- St. Barbara (Kochendorf): Glasfenster
- St. Johannes (Neckarsulm): Glasfenster sowie div. andere Kirchengestaltungen

## Preise und Auszeichnungen
- 1963: Stipendium des Kulturkreises der deutschen Wirtschaft im BDI
- 1965: Stipendium der Villa Massimo, Rom
- 1985: Hans-Molfenter-Preis der Landeshauptstadt Stuttgart
- 1987: Stipendium der Cité Internationale des Arts Paris
- 1987: Verleihung des baden-württembergischen Ehrentitels „Professor“